# Ace Mermolja
Ace (Franc) Mermolja, slovenski pesnik in publicist, * 9. oktober 1951, Ljubljana.
Mermolja je leta 1976 diplomiral iz slavistike in primerjalne književnosti na Filozofski fakulteti v Ljubljani. Nekaj časa je bil zaposlen kot novinar pri Primorskem dnevniku. Leta 1986 je postal predsednik Zveze slovenskih kulturnih društev.
Mermolja objavlja hudomušno, ironično liriko s prvinami surrealizma. V pesmih so izraženi motivi iz vsakdanjega življenja zamejskih Slovencev. Ni mu tuja ljubezenska snov, mučijo ga socialna in idejna vprašnja, a je bolj kritičen in ironičen kakor uporniški. Izdal je več pesniških zbirk.

## Pesniške zbirke
- Pesniški list (1972)
- Nova pesmarica (Založništvo tržaškega tiska, 1975)
- Med kaktusi kuham kavo (Lipa, Koper, 1978)
- Z zvezdami v žepu (COBISS)
- Drobci na parketu (COBISS)
- Znamenja (COBISS)
- Na robu lista (COBISS)
- To ni zame (COBISS)